# Сікора Ольга Мирославівна
Ольга Мирославівна Сікора (нар. 24 липня 1961, місто Калуш, Івано-Франківська область) — український політик. Народний депутат України. Член партії ВО «Батьківщина», голова її Калуської районної організації.

## Освіта
Освіта вища.

## Кар'єра
Працювала директором ПП "Телерадіокомпанія «ШАНС». Листопад 2010 — грудень 2012 — депутат Калуської районної ради від партії ВО «Батьківщина», № 1 в списку. Очолювала комісію мандатну, з питань депутатської діяльності і етики та місцевого самоврядування.
З 12 грудня 2012 до 27 листопада 2014 — народний депутат України від партії Всеукраїнське об'єднання «Батьківщина», обрана в мажоритарному окрузі № 85, отримавши 54,49%. Голова підкомітету з питань запобігання та ліквідації наслідків природних та техногенних катастроф, відновлення екологічної рівноваги постраждалих територій Комітету Верховної Ради з питань екологічної політики, природокористування та ліквідації наслідків Чорнобильської катастрофи.